# Stammdienststelle der Bundeswehr
Die Stammdienststelle der Bundeswehr (SDBw) in Köln war die zentrale personalführende Dienststelle für die Unteroffiziere (mit und ohne Portepee) und zugeordnete Mannschaften der Bundeswehr, einschließlich der Reservisten. Die Personalführung der Offiziere und Reserveoffiziere oblag dem Personalamt der Bundeswehr bzw. dem Bundesministerium der Verteidigung.
Hauptaufgabe der Stammdienststelle war – im Gegensatz zur truppendienstlichen Führung, die sich unmittelbar aus dem hierarchischen Aufbau der Bundeswehr ergibt – die zentrale Personalführung; diese umfasst neben Ausbildungsplanung, Beförderung, Versetzung, Entlassung zum Ablauf der Verpflichtungszeit (Soldat auf Zeit) bzw. Dienstzeit auch die Durchführung von Auswahlverfahren.
Die Auswahlverfahren zur Übernahme von Soldaten auf Zeit in das Dienstverhältnis eines Berufssoldaten und die Zulassung zur Laufbahn der Offiziere des militärfachlichen Dienstes wurden jährlich durchgeführt. Seit März 2008 fanden im Abstand von zwei Jahren das Verwendungsauswahlverfahren zum Kompaniefeldwebel („Spieß“) und vergleichbare Dienststellungen statt. Durch das in Abständen von drei Jahren stattfindende Verwendungsplanungsverfahren wurden die Anwärter für den Spitzendienstgrad (Oberstabsfeldwebel) in der Laufbahn der Feldwebel ermittelt.

## Aufgaben
Sie nahm im Rahmen einer zentralen Personalführung Maßnahmen der Personalbedarfsdeckung, Personalentwicklung und Personalausgliederung wahr. Im Rahmen der Personalbewirtschaftung führte sie Tätigkeiten der Personalverwaltung, Maßnahmen der Beförderung und der Personalhaushaltsbewirtschaftung für alle Unteroffiziere und Mannschaften der Bundeswehr im zugeordneten Bereich aus.

## Geschichte
Anfang 1956 wurde die Aufstellung der Vorbereitungsstelle Personalbearbeitung für Unteroffiziere und Mannschaften in Wilhelmshaven befohlen. Anfang April 1956 folgte eine Aufteilung auf die Teilstreitkräfte. Deren Stammdienststellen wurden Mitte Juni 1956 als Teile der Truppenämter (später Heeresamt, Luftwaffenamt und Marineamt) aufgestellt und unterstanden diesen truppendienstlich bis zu ihrer Auflösung. Die Stammdienststellen des Heeres (SDH) und der Luftwaffe (SDL) hatten ihren Standort in Köln, die Stammdienststelle der Marine (SDM) befand sich in Wilhelmshaven. Die Personalführung der Angehörigen der Streitkräftebasis und des Zentralen Sanitätsdienstes wurde 2002 in die Stammdienststelle des Heeres eingegliedert.

Wappen der SDH
Wappen der SDM
Wappen der SDL

Zum 31. Dezember 2006 wurden die drei Stammdienststellen von Heer, Marine und Luftwaffe aufgelöst und in der am 5. Oktober 2006 in Dienst gestellten Stammdienststelle der Bundeswehr (SDBw) in der Lüttich-Kaserne (Stadtbezirk Nippes/Stadtteil Longerich) zusammengeführt. Seit dem 1. April 2012 war die Stammdienststelle der Bundeswehr dem Organisationsbereich Personal zugeordnet; eine Maßnahme, die aus der Neuausrichtung der Bundeswehr resultierte.
Zum 1. Dezember 2012 wurde die SDBw aufgelöst; ihre Aufgaben übernahm das Bundesamt für das Personalmanagement der Bundeswehr.

## Stammdienststelle des Heeres (SDH)

### Geschichte
Ende 1955 war im Bundesministerium der Verteidigung in der Abteilung III (Personal), Unterabteilung C (Militärisches Personal) das Referat 5 (Heer) eingerichtet worden. Die Leitung erfolgte ab 16. Januar 1956 durch den Oberst Joachim Bergener, welcher später auch erster Leiter der SDH wurde. Aus dem Referat wurde im April 1956 durch die Ausgliederung aus dem Bundesministerium die Stammdienststelle der Heeres in Köln gebildet.

### Leiter
- 1956 bis 1961: Oberst Joachim Bergener
- 1962 bis März 1966: Oberst Hans-Heinz Fischer
- April 1966 bis 1971: Oberst Erich Timm
- 1971 bis 1974: Oberst Gerhard Witte
- 1974 bis März 1979: Oberst Horst Zank
- April 1979 bis März 1983: Oberst Bernhard Trepte
- April 1983 bis September 1987: Oberst Hans Ehmann
- Oktober 1987 bis März 1991: Oberst Wulf Wedde
- April 1991 bis März 1996: Brigadegeneral Georg von Consbruch
- April 1996 bis September 1999: Oberst Wolf-Eberhard Ahrens
- Oktober 1999 bis November 2001: Brigadegeneral Klaus Holländer
- Dezember 2001 bis 2005: Brigadegeneral Bernd Kiesheyer
- 2005 bis Dezember 2006: Brigadegeneral Rainer Korff

## Stammdienststelle der Marine (SDM)

### Geschichte
Am 3. April 1956 ging die Marine-Stammdienststelle in Wilhelmshaven aus der seit Anfang 1956 bestehenden Vorbereitungsstelle Personalbearbeitung für Unteroffiziere und Mannschaften hervor. Sie wurde Mitte Juni 1956 in Stammdienststelle der Marine umbenannt und war zunächst dem Kommando der Marineausbildung, ab 1962 dem daraus hervorgegangenen Zentralen Marinekommando und ab 1965 dem Marineamt unterstellt. Nach der Zentralisierung der Personalführung 2006 wurde die SDM aufgelöst.

### Leiter
- Ende März 1956 bis September 1956 mit der Wahrnehmung der Geschäfte beauftragt: Fregattenkapitän/Kapitän zur See Bernhard Busse
- Oktober 1956 bis September 1960: Kapitän zur See Alfred Schumann
- Oktober 1960: Fregattenkapitän Herbert Winter
- November 1960 bis März 1965: Kapitän zur See Kurt Sturm
- April 1965 bis Februar 1966: Kapitän zur See Walter Flachsenberg
- Februar 1966 bis Januar 1973: Kapitän zur See Hans Dehnert
- Januar 1973 bis März 1973: Kapitän zur See Friedrich-Karl Strecker
- April 1973 bis September 1973: Kapitän zur See Hans Dehnert
- Oktober 1973 bis März 1980: Kapitän zur See Hans-Otto Rieve
- April 1980 bis September 1983: Kapitän zur See Fritz Sievert
- Oktober 1983 bis März 1988: Kapitän zur See Edzard-Dothias von Wiarda
- April 1988 bis Dezember 1992: Kapitän zur See Gerhard Krancke
- Dezember 1992 bis August 1995: Kapitän zur See Götz Eberle
- August 1995 bis 1998: Kapitän zur See Michael Kämpf
- 1999 bis März 2002: Kapitän zur See Matz Borchert
- März 2002 bis Dezember 2006: Kapitän zur See Werner Lüders

## Stammdienststelle der Luftwaffe (SDL)

### Geschichte
1956 wurde die Dienststelle für Zentrale Luftwaffenangelegenheiten (DZL) in Köln-Wahn aufgestellt. Aus der Personalabteilung für Unteroffiziere und Mannschaften der Luftwaffe der DZL wurde im September 1957 die Stammdienststelle der Luftwaffe eingerichtet. Hierdurch wurde die Dienststelle für die Personalfragen von Unteroffizieren und Mannschaften unmittelbar dem Bundesministerium für Verteidigung nachgelagert. Für diesen Personenbereich erhielt die Dienststelle auch die Weisungsbefugnis, was die Ernennung und Entlassung dieses Personenbereichs beinhaltete. Ab Oktober 2006 wurde die Dienststelle in die neu entstandene Stammdienststelle der Bundeswehr überführt und Ende 2006 dann außer Dienst gestellt.

### Leiter
- November 1955 bis Februar 1958: Oberst Joachim Schneider
- März 1958 bis September 1965: Oberst Wolfgang Künstler
- Oktober 1965 bis September 1972: Oberst Friedrich Hoppe
- Oktober 1972 bis September 1975: Oberst Friedrich-Karl Krützmann
- Oktober 1975 bis März 1979: Oberst Hans-Ulrich Brocksch
- April 1979  bis März 1981: Oberst Gerhard Steinert
- April 1981 bis September 1984: Oberst Karl-Heinz Wolf
- Oktober 1984 bis März 1987: Oberst Hans-Georg Kresser
- April 1987 bis März 1994: Oberst Manfred Gadischke
- April 1994 bis 1997: Oberst Helmut Nowacki
- 1997 bis 2002: Oberst Bernd Leuschner
- Januar 2005 bis Juni 2006: Oberst Wolfgang Hoppe
- Juli 2006 bis Dezember 2006: Oberst Ulrich Trebbel

## Wappen der SDBw

Heraldik SDBw-Wappen

Das Eiserne Kreuz im Wappen der Stammdienststelle der Bundeswehr hob die Bedeutung als eine zentrale Dienststelle der Bundeswehr hervor. Der Bezug und die Verbundenheit zum Standort Köln wurde zum einen durch den silbernen und roten Schildgrund, die Wappenfarben der Stadt Köln und zum anderen durch die stilisierte Silhouette der Türme des Kölner Doms zum Ausdruck gebracht. Dem Landeswappen von Nordrhein-Westfalen war der symbolisierte Niederrhein entlehnt, der in Blau leicht gewellt den Wappenschild schräglinks teilte.

## Liste der Leiter
| Nr. | Name                         | Beginn der Berufung | Ende der Berufung  | Bemerkung                                                    |
| --- | ---------------------------- | ------------------- | ------------------ | ------------------------------------------------------------ |
| 2   | Generalmajor Manfred Hofmann | 24. September 2009  | –                  |                                                              |
| 1   | Generalmajor Rainer Korff    | 5. Oktober 2006     | 24. September 2009 | zuvor seit 8. April 2005 Leiter Stammdienststelle des Heeres |

Seitenansicht der SDBw
Tagansicht der SDBw
Nachtansicht der SDBw
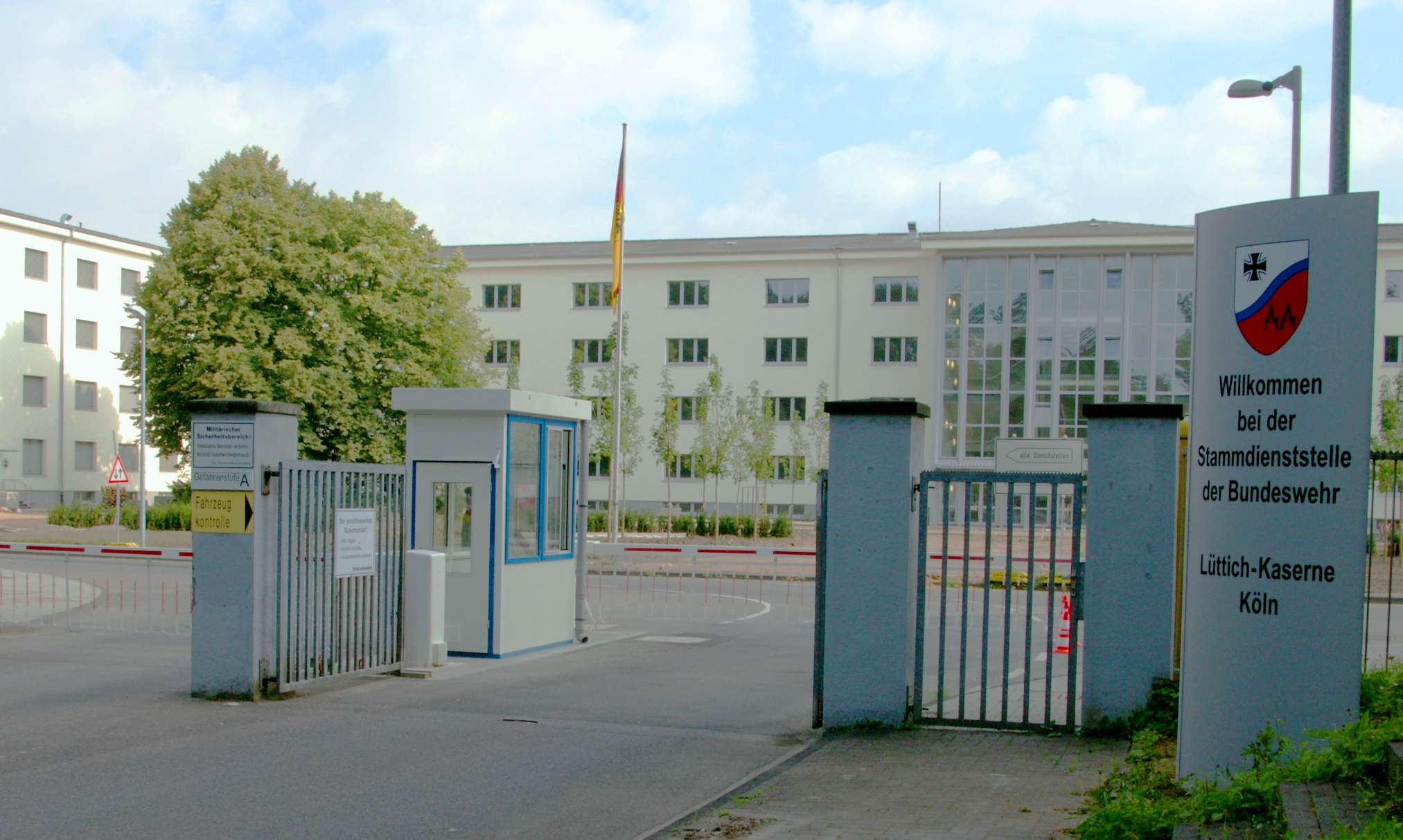
Einfahrt zur Lüttich-Kaserne
Tagungszentrum der SDBw
Vorbereitung einer Konferenz